# Spider-Man: Mysterio’s Menace
Spider-Man: Mysterio’s Menace — компьютерная игра в жанре экшена 2001 года, основанная на американских комиксах издательства Marvel Comics о супергерое Человеке-пауке. По сюжету, протагонист расследует несколько преступлений, совершённых его врагами, которых возглавляет суперзлодей Мистерио.
Mysterio’s Menace была разработана Vicarious Visions и издана Activision для Game Boy Advance как продолжение Spider-Man 2000 года. Она получила положительные отзывы от различных игровых журналистов: по большей части они хвалили качество графики, звука и управления, но, в то же время, критиковали игру за короткую продолжительность сюжетной кампании.

## Игровой процесс

Скриншот, демонстрирующий HUD

Spider-Man: Mysterio’s Menace — это двухмерный сайд-скроллер в жанре экшена, в котором игрок управляет Человеком-пауком. Персонаж обладает различными суперспособностями, в частности он может: совершать высокие прыжки, ползать по поверхностям и различным образом использовать паутину — окутывать врагов, раскачиваться над землёй и создавать прочный щит; в бою протагонист использует апперкоты, пинки и удары в прыжке. Он обладает очками здоровья и шкалой паутины: первая уменьшается при получении урона, а вторая расходуется после каждого использования одной из специальных способностей; игрок восполняет их с помощью разбросанных по уровням внутриигровых бонусов. Помимо классического костюма, по мере прохождения становятся доступны четыре дополнительных: защищающий от огненных и замораживающих атак термокостюм, от электрических атак — электрический костюм, уменьшающий урон бронекостюм и регулярно восполняющий здоровье симбиотический костюм.
Повествование разворачивается через стилизованные под комикс статичные кадры и диалоговые окна. События игры разворачиваются в Нью-Йорке: в сюжетной кампании представлены семь этапов, состоящие из нескольких переходных зон. Игрок выбирает одну из доступных на внутриигровой карте миссий в удобном для него порядке; для их прохождения ему необходимо: зачистить местность от попадающихся на его пути врагов — уличных бандитов, гангстеров, ниндзя и роботов —, освободить заложников или обнаружить спрятанные предметы. В конце некоторых этапов встречаются боссы.
В игре есть три уровня сложности — лёгкий, нормальный и тяжёлый. Сохранение внутриигровых данных осуществляется при помощи системы резервного копирования паролей.

## Сюжет
Жена Питера Паркера Мэри Джейн Уотсон просит его принести аквариум для золотых рыбок, которых она недавно выиграла в парке развлечений. Прежде чем молодой человек успевает взяться за дело, он узнаёт из телевизионных новостей о серии преступлений, совершённых по всему Манхэттену в течение одной ночи: всплеска преступной активности в центре города, беспорядках на пирсе 54 и металлургическом заводе. Чтобы разобраться с произошедшими событиями, Паркер надевает костюм своего альтер эго — Человека-паука.
По прибытии в центр города супергерой вступает в конфронтацию с гангстерами, возглавляемыми Кувалдой: последний сбегает в ночной клуб, в котором его люди удерживают заложников. После освобождения мирных жителей Человек-паук побеждает Кувалду в бою и узнаёт, что тот работал на неизвестного нанимателя; в одном из находящихся в клубе ящиков супергерой находит лазерный передатчик. Человек-паук прибывает на расположенный в городских доках пирс 54 и сталкивается с Носорогом. Потерпев неудачу в сражении, суперзлодей признаётся, что некто поручил ему отвлечь внимание полицейских, чтобы сообщники его нанимателя смогли доставить таинственный груз в городской музей. Человек-паук проникает в музей, осаждённый преступными ниндзя, которые сдерживают его достаточно долго, чтобы Скорпион успел разместить содержимое груза по всему зданию. Победив Скорпиона, супергерой распознаёт голографический проектор. Затем он отправляется на металлургический завод, где побеждает Большое колесо, который раскрывает намерения своего нанимателя — увеличить мощность реактора на электростанции.
Понимая, что электростанция в скором времени взорвётся, Человек-паук отправляется к реактору и обнаруживает на месте преступления Электро. Одержав победу над ним, супергерой приходит к выводу, что его враг намеревался разместить ранее найденный им лазерный передатчик на близлежащей вышке. Собрав все подсказки воедино Человек-паук устанавливает личность таинственного нанимателя — Мистерио. Мастер иллюзий превращает Нью-Йорк в безлюдный мир кошмаров, после чего супергерой отправляется на битву с ним в парк развлечений. В конечном итоге Человек-паук выходит победителем из сражения, возвращает родной город в прежнее состояние и преподносит Мэри Джейн шлем Мистерио в качестве аквариума.

## Разработка и выпуск
За создание Mysterio’s Menace отвечали разработчики из студии Vicarious Visions, а компания Activision, которая владела правами на издание игр о Человека-пауке, занималась её дистрибуцией. Проект создавался как продолжение Spider-Man 2000 года и задумывался как эксклюзив для портативной консоли Game Boy Advance. В марте 2001 года представители Activision разместили в сети первые скриншоты и детали игрового процесса: таким образом стало известно, что проект будет представлять собой сайд-скроллер, в котором игроки смогут использовать классические способности Человека-паука. Согласно опубликованному синопсису, Мистерио превращал Манхэттен в безлюдный мир кошмаров, а Человеку-пауку предстояло вернуть город в прежнее состояние. В мае сотрудники издательства раскрыли дополнительные подробности о проекте во время игровой выставки E3.
Выпуск игры в США и Европе состоялся в сентябре 2001 года, в то время как в Японии игра вышла в апреле. В 2005 году Activision переиздала Mysterio’s Menace и X2: Wolverine's Revenge на совместном картридже.

## Восприятие
| Сводный рейтинг       | Сводный рейтинг |
| Агрегатор             | Оценка          |
| --------------------- | --------------- |
| GameRankings          | 80,38 %         |
| Metacritic            | 84/100          |
| Иноязычные издания    |                 |
| Издание               | Оценка          |
| AllGame               | [ 16 ]          |
| EGM                   | 6/10            |
| Famitsu               | 28/40           |
| Game Informer         | 7,5/10          |
| GamePro               | [ 20 ]          |
| GameSpot              | 8,5/10          |
| GameSpy               | 89 %            |
| GameZone              | 7,8/10          |
| IGN                   | 8,5/10          |
| Nintendo Power        | [ 23 ]          |
| Nintendo World Report | 9/10            |

Spider-Man: Mysterio’s Menace получила положительные отзывы от критиков, которые признали её одной из лучших игр про Человека-паука: по версии Comic Book Resources она заняла 7-е место в списке «10 самых переигрываемых игр» и 5-е место в числе «игр от худшей к лучшей» по версии Screen Rant, рецензенты Game Rant упомянули её среди «24 лучших игр», «5 лучших портативных игр» и «7 забытых игр», а WhatCulture поместила её на 4-е место среди «10 самых недооценённых игр»; кроме того, обозреватели TheGamer и Screen Rant назвали Mysterio’s Menace одной из «10 лучших супергеройских игр для Game Boy Advance». На сайте-агрегаторе рецензий Metacritic она имеет имеет 84 балла из 100, а на GameRankings — 80,38 из 100 %.
Игровые журналисты сошлись во мнениях, что самой сильной стороной игры является её визуальная составляющая. По мнению Крейга Харриса из IGN, Mysterio’s Menace является одной из самых красивых экшен-проектов для GBA: рецензент отметил «фотореалистичное» качество фонов и высокий уровень детализации спрайтов. Фрэнк Прово из GameSpot указал на разнообразие локаций, которые посещает Человек-паук — от суровых улиц Нью-Йорка и игорной яхты до мрачного химического завода и демонического парка развлечений. В своей рецензии для Nintendo World Report Джонатан Меттс высоко оценил яркие и красивые вставки с диалоговыми окнами, которые, по словам рецензента GameZone, выглядят как настоящие панели из комиксов Marvel, а обозреватель GamePro — «плавную анимацию и динамичные цвета».
Обозреватели игровых изданий хвалили звуковую составляющую Mysterio’s Menace. По словам рецензента GamePro, звуковые эффекты в этой игре были настолько «великолепны», что можно было прочувствовать щёлканье челюсти противника в момент нанесения удара. Харрис отметил её «интерактивность» на примере уровня с ночным клубом: в то же время как снаружи здания играет приглушённое эхо, внутри помещения звук многократно усиливается. Скайлер Миллер из Allgame счёл подборку треков удачной — в ночном клубе играла техно, а в казино — джаз.
Рецензентам понравился геймдизайн Mysterio’s Menace: Меттс похвалил его за разнообразие необходимых для прохождения уровней условий и тщательную проработку миссий, благодаря которой их становится интересно исследовать, и положительно оценил «фантастическое» управление: больше всего рецензенту понравились его отзывчивость при выполнении акробатических трюков и разнообразие атак протагониста. Обозреватель GameZone назвал Mysterio’s Menace «добротным экшеном с двухмерной графикой».
С другой стороны, критике подверглись различные аспекты игры: например, Харрис назвал боевую систему «не достаточно отполированной», а управление — «неуклюжим», сетуя на необходимость приблизиться к врагу вплотную для нанесения удара. Джей Фицелофф заявил, что за превосходными анимацией и графикой скрывается однообразный игровой процесс. Редакция Electronic Gaming Monthly сочла игру «коротким, но в то же время достойным портативным проектом про Паучка». Меттс также пришёл к выводу, что разработчики могли добавить в сюжетную кампанию два или три уровня и более известных врагов Человека-паука вроде Венома и Доктора Осьминога. По мнению обозревателя GameZone, несмотря на хорошую музыку звуковые эффекты получились не слишком реалистичными.